# DACH
DACH (també estilitzat D-A-CH) és un terme que fa referència a les regions europees de parla alemanya, principalment Alemanya, Àustria i Suïssa.
El terme —format a partir de les sigles d'aquests tres països, la primera del nom alemany (Deutschland) i les altres dues del llatí (Àustria i Confoederatio Helvetica)— s'usa sobretot en el comerç, l'economia i sectors com a vendes, màrqueting i la publicitat. Té un significat semblant al del sprachraum alemany (àrea d'influència de l'idioma alemany), usat més en lingüística i en l'acadèmia, encara que tots dos termes no coincideixen el cent per cent ja que aquest últim inclou de forma generalitzada a altres petits territoris europeus on es parla l'alemany, com Liechtenstein, Luxemburg i zones d'Itàlia (el Bozen), Bèlgica i Dinamarca.
Des del punt de vista més limitat del terme DACH, el mateix delimita una àrea tant lingüística com econòmica, és a dir que només abasta la part germànica de Suïssa. D'altra banda, també es fa servir per a referir-se senzillament als tres països que ho conformen, obviant el fet que Suïssa inclou també regions de parla no alemanya. En aquest aspecte sembla a l'ús quotidià del terme Benelux que, malgrat referir-se oficialment a l'acord de cooperació entre Bèlgica, els Països Baixos i Luxemburg, es fa servir genèricament per a referir-se a aquests tres països en una sola paraula.
El terme DACH —avui usat internacionalment— va tenir des del principi una àmplia acceptació en l'alemany, ja que coincideix amb la paraula alemanya per a «sostre» (Dach), insinuant la inclusió de totes les regions de parla alemanya sota el mateix sostre.

## Variacions
Més enllà del terme bàsic, es fan servir cada vegada més variants com DACH+ (també estilitzat DA-CH+), DACHS, DACHL o DACH+L. Els últims dos fan referència a Liechtenstein, que des de la perspectiva de moltes organitzacions, com també des d'una consideració lingüística, social i geogràfica, forma part de l'àrea d'influència de l'alemany. Els termes DACH+ i DACHS, en canvi, estan pensats per a incloure a totes les regions europees de parla alemanya (on l'alemany és llengua pròpia), és a dir que guarda el mateix significat que el del sprachraum alemany.
DACH+ també ha estat el nom oficial d'una iniciativa de Interreg (terme usat per a la cooperació territorial de la Unió Europea, Suïssa i Liechtenstein), l'objectiu de la qual és establir un pla de desenvolupament conjunt de la regió alpina Rin-Llac de Constança-Alt Rin, per enfortir la cooperació transfronterera entre els països sobirans d'aquestes regions. En aquest cas, el signe «+» simbolitza el Principat de Liechtenstein.

## Usos corporatius
El terme DACH (o un de les seves variants) forma part dels noms d'algunes empreses i organitzacions. La CityNightLine, per exemple, es deia originalment DACH Hotelzug AG (Companyia de trens-hotel DACH), mentre que FlixBus DACH és l'operadora d'autobusos més important dins del grup FlixBus.
Moltes empreses multinacionals amb una divisió regional de les seves àrees de vendes, comerç i similars, dediquen una àrea d'operacions als països DACH (a vegades dins d'un departament més ampli, com l'EMEA - Europa, Orient Mitjà i Àfrica).
Algunes associacions integren el terme en el seu nom, com l'Associació Europea d'Advocats DACH o el Comitè Fiscal D-A-CH (que inclou a Liechtenstein). L'Associació de Professors de l'Idioma Alemany (IDV per les seves sigles en alemany) defineix la destinació de la seva formació amb el terme DACHL.
El terme també es fa servir en denominacions de productes i conceptes relatius a aquesta regió. La taula de valors nutricionals més usada en aquests països, per exemple, es titula D-A-CH-Referenzwerte für die Nährstoffzufuhr (Valors DACH de referència per a la ingesta de nutrients).